# Mount Dane
Mount Dane ist ein vereister und 580 m hoher Berg im Norden von Radford Island im Marshall-Archipel vor der Saunders-Küste des westantarktischen Marie-Byrd-Lands. Er ragt 5 km westnordwestlich des Eilefsen Peak auf.
Wahrscheinlich wurde der Berg erstmals bei Überflügen während der Byrd Antarctic Expedition (1928–1930) gesichtet. Das Advisory Committee on Antarctic Names benannte ihn 1966 nach Francis Smith Dane Jr. (1908–1979), Hundeschlittenführer bei der zweiten Antarktisexpedition (1933–1935) des US-amerikanischen Polarforschers Richard Evelyn Byrd.